# Xã Springfield, Quận Winneshiek, Iowa
Xã Springfield (tiếng Anh: Springfield Township) là một xã thuộc quận Winneshiek, tiểu bang Iowa, Hoa Kỳ. Năm 2010, dân số của xã này là 429 người.